# Lappula consanguinea
Lappula consanguinea är en strävbladig växtart som först beskrevs av Fischer och C.A. Meyer, och fick sitt nu gällande namn av Gürke. Lappula consanguinea ingår i släktet piggfrön, och familjen strävbladiga växter. Utöver nominatformen finns också underarten L. c. cupuliformis.